# Kältewelle in den USA im Januar 2019

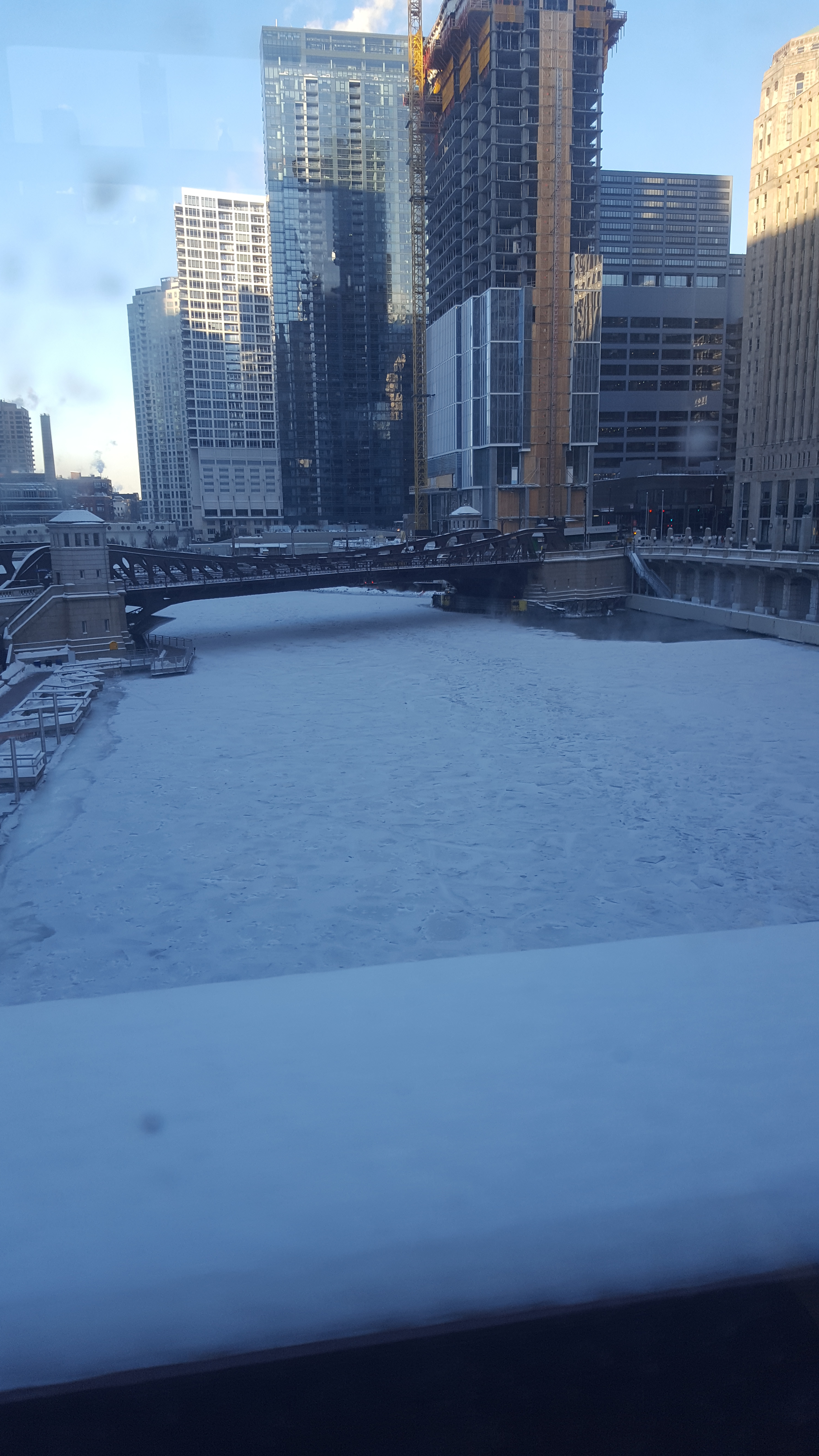
Der zugefrorene Chicago River

Die Kältewelle in den USA Januar 2019 war ein Kälteeinbruch während des Winters 2018/2019.
Im späten Januar 2019 traf eine extreme Kältewelle, die von einem Polarwirbel ausgelöst wurde, den Mittleren Westen der USA und das östliche Kanada und forderte mindestens 21 Todesopfer. Teilweise wurden Temperaturen von fast 40 Grad Celsius minus gemessen.
Auf der Insel Maui (Hawaii) hat es im Februar 2019 erstmals bis in tiefere Lagen geschneit.